# SN 2004gh
SN 2004gh – supernowa typu II odkryta 16 listopada 2004 roku w galaktyce M-04-25-06. W momencie odkrycia miała maksymalną jasność 17,60m.